# Cavité générale

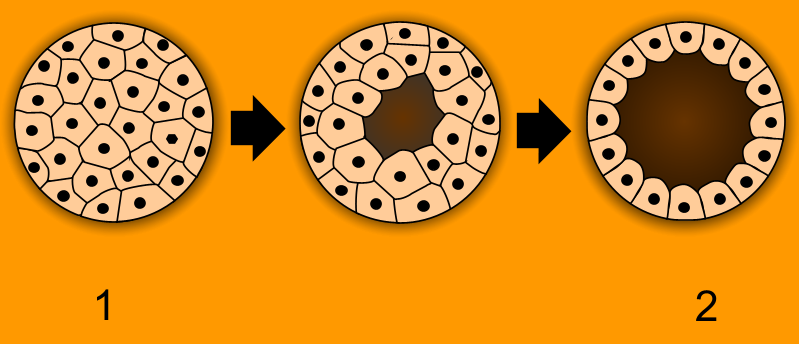
Formation de la cavité générale chez les cœlomates au cours de la blastulation. 1 : morula → 2 : blastocyste.

En biologie, la cavité générale désigne chez les Métazoaires triploblastiques l'espace liquidien qui délimite le tube digestif (les dérivés de l'endoderme).
La présence d'une cavité générale permet de tamponner les variations de température, de pH et d'osmolarité, et permet aussi la filtration des déchets métaboliques. Elle permet aux organes de croître et de se mouvoir. Enfin la pression de turgescence permet l'absorption des chocs, voire la rigidification du corps (squelette hydrostatique).

## Lescœlomates
Le cœlome constitue une cavité générale vraie creusée dans le mésoderme. Ce dernier tapisse donc entièrement l'ectoderme et l'endoderme. Le cœlome se forme par schizocœlie chez les protostomiens et par entérocœlie chez les deutérostomiens.
- exemples : chordés, annélides, arthropodes

## Lespseudocœlomates
La cavité générale n'est pas creusée dans le mésoderme mais dérive du blastocœle. Le mésoderme ne tapisse donc que partiellement l'endoderme.
- exemple : nématodes

## Lesacœlomates
Ils n'ont pas de cavité générale, le mésoderme constitue un tissu de remplissage non creusé.
- exemple : platodes